# Capodanno giapponese
Il capodanno giapponese (正月?, Shōgatsu) è una festa tradizionale giapponese che celebra il nuovo anno, con caratteristiche e usanze tipiche della cultura nipponica. La vigilia di Capodanno è chiamata Ōmisoka (大晦日?). L'inizio del nuovo anno viene celebrato il 1º gennaio di ogni anno sin dal 1873 seguendo il calendario gregoriano. Nella Prefettura di Okinawa viene invece celebrato ancora in corrispondenza del capodanno cinese, vietnamita e coreano.

## Storia
Negli anni antecedenti all'era Meiji la data del Capodanno giapponese era basata sul calendario cinese, venendo celebrato in contemporanea al Capodanno cinese, coreano e vietnamita. Successivamente venne adottato il calendario gregoriano e la festa venne spostata al 1º gennaio. L'arrivo del nuovo anno è considerato una delle più importanti festività dalla maggior parte dei giapponesi, celebrata ormai da diversi secoli secondo usi e costumi molto particolari.

## Rituali
| Tradizioni e riti del Capodanno giapponese | Descrizione                                                                     |
| ------------------------------------------ | ------------------------------------------------------------------------------- |
| Joyanokane (除夜の鐘?)                     | Suono delle campane nei templi buddisti.                                        |
| Hakizome (掃初?)                           | Pulizie di inizio anno.                                                         |
| Hatsumōde (初詣?)                          | Prima visita dell'anno ai templi buddisti e shintoisti.                         |
| Hatsuhinode (初日の出?)                    | Visione della prima aurora dell'anno.                                           |
| Hatsuni (初荷?)                            | Esposizione da parte dei commercianti delle nuove merci.                        |
| Nengajō (年賀状?)                          | Tradizione che consiste nello spedire cartoline d'auguri ad amici e parenti.    |
| Otoshidama (御年玉?)                       | Gli anziani regalano denaro racchiuso dentro piccole buste decorate ai bambini. |
| Sanganichi (三が日?)                       | I primi tre giorni dell'anno, tradizionalmente considerati festivi.             |
| Otakara-e (お宝絵?)                        | Foglietti benauguranti sui quali viene scritta una poesia palindroma.           |

### Joyanokane
Alla mezzanotte del 31 dicembre, i templi buddisti in tutto il Giappone suonano le campane per un totale di 108 rintocchi (じょやの鐘?, joyanokane) a simboleggiare i 108 peccati originali nella fede buddista, in modo da allontanare i 108 desideri mondani racchiusi nei sentimenti di ogni cittadino giapponese. I giapponesi credono che il suono delle campane possa perdonare i loro peccati compiuti nel corso dell'anno precedente. Dopo aver finito di suonare le campane, si festeggia con un banchetto a base di soba.

### Hatsumōde, hatsuhinode e le “prime volte” dell'anno

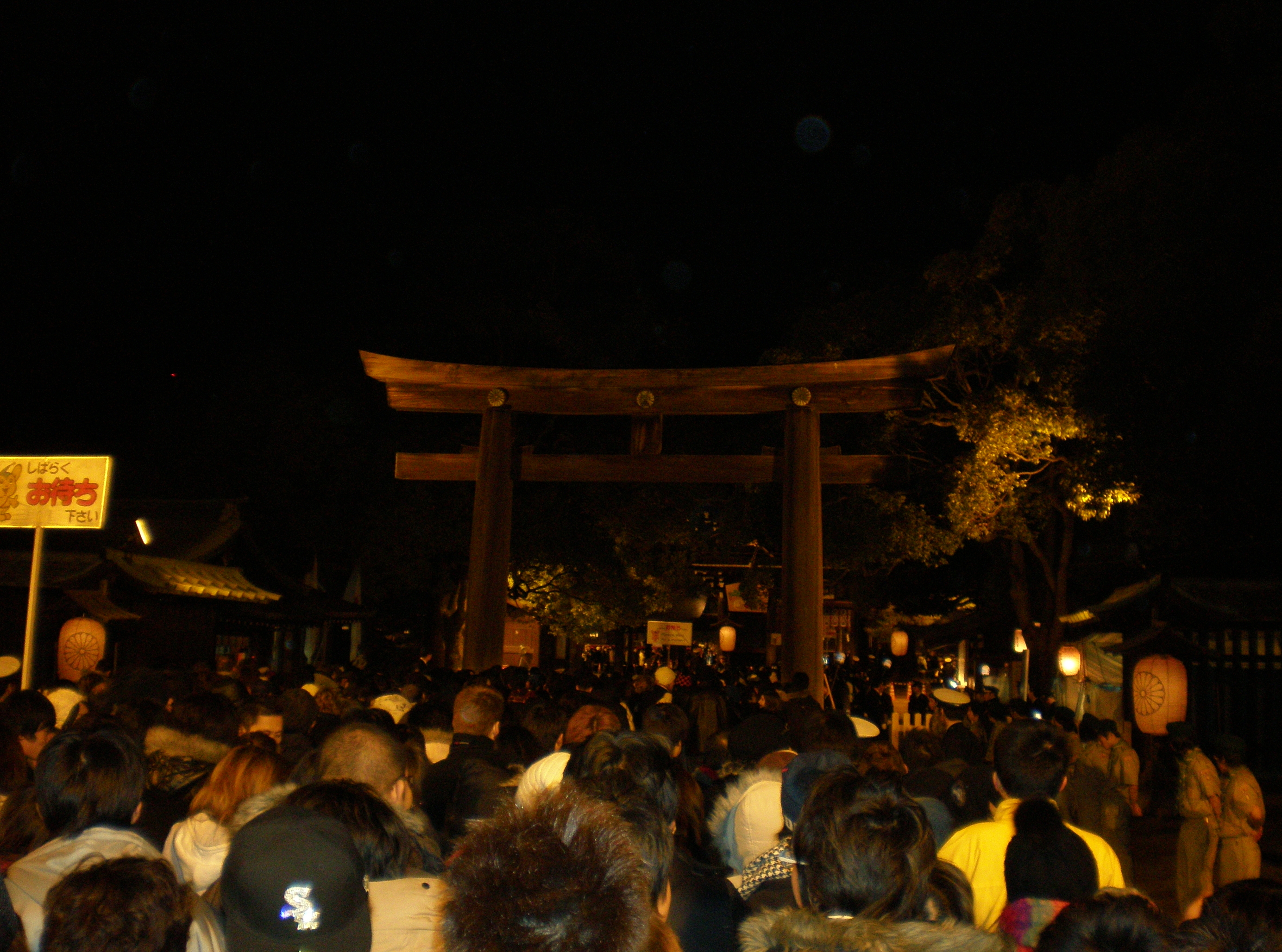
Visita al santuario Meiji in occasione dello Hatsumōde.

Celebrare l'inizio del nuovo anno in Giappone significa anche prestare particolare attenzione alle azioni che si svolgono per la prima volta nelle prime ore dell'anno nuovo.
Hatsumōde (初詣?) è la prima visita dell'anno ai templi o santuari buddisti o shintoisti. Parecchi giapponesi visitano i templi dopo la mezzanotte del 31 dicembre o in alternativa durante il giorno del 1º gennaio, indossando kimono, esprimendo desideri per il nuovo anno attraverso particolari amuleti chiamati omamori, e bevendo sakè.
Hatsuhinode (初日の出?) è la prima aurora dell'anno. Il Sole riveste un importante ruolo nella mitologia giapponese e per poter godere di questo spettacolo, i giapponesi, si recano in posti come spiagge o montagne dove possono osservare la prima aurora dell'anno.
Altre “prime volte” considerate importanti per iniziare bene il nuovo anno sono hatsuhi (primo sole), waraizome (primo sorriso, iniziare l'anno con un sorriso è simbolo di buon auspicio), hatsuyume (初夢? primo sogno), hatsudayori (il primo scambio di lettere), shigoto-hajime (仕事始め? il primo lavoro dell'anno), hatsugama (la prima cerimonia del tè dell'anno) e hatsu-uri (le prime compere dell'anno).

### Nengajō

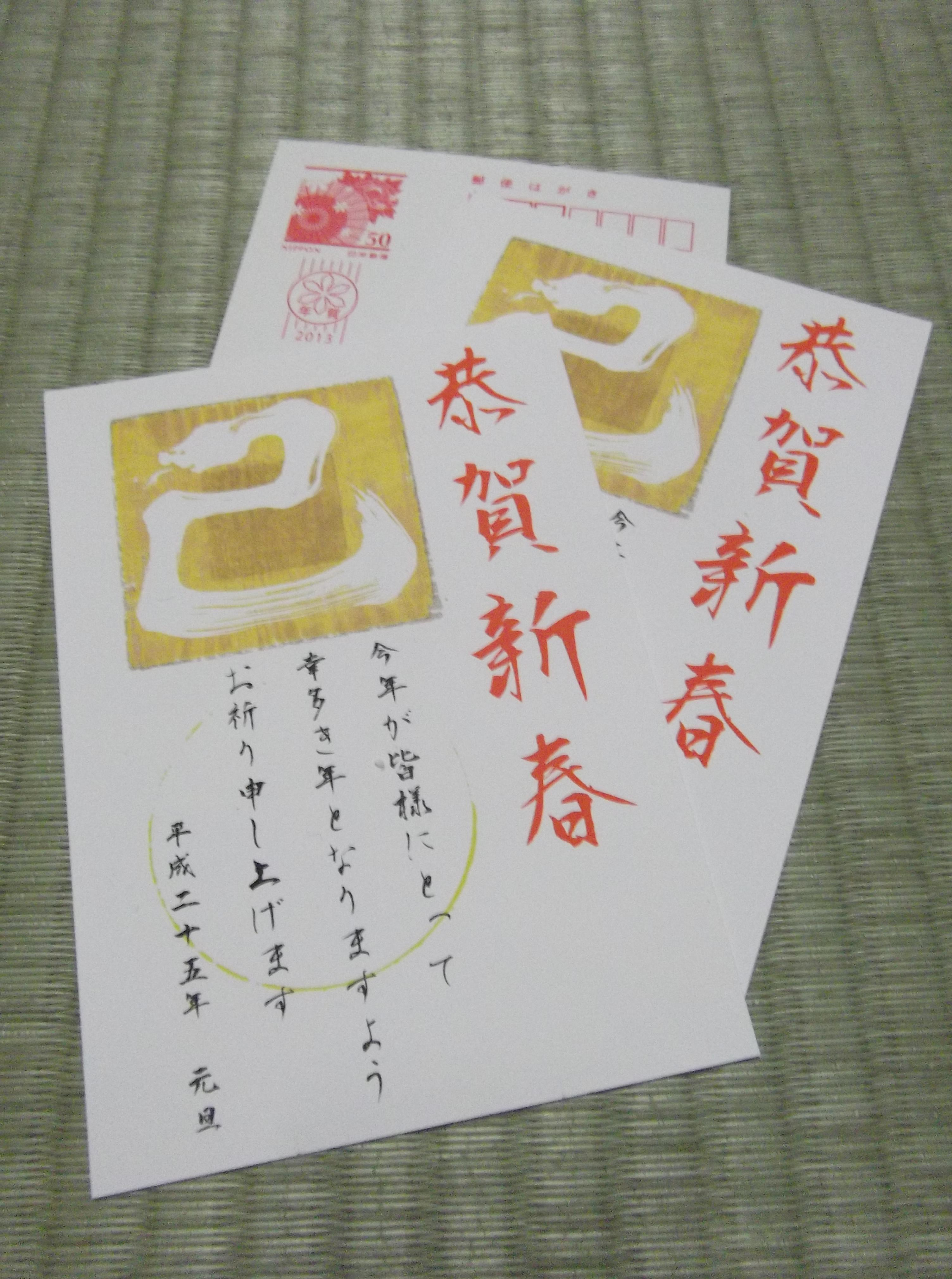
Nengajō con raffigurato un serpente, uno dei segni zodiacali giapponesi.

La fine di dicembre e l'inizio di gennaio sono i periodi più impegnativi per gli uffici postali giapponesi. I giapponesi hanno l'abitudine di inviare cartoline d'auguri di buon anno (年贺状?, nengajō) ad amici e parenti, tradizione simile all'usanza occidentale di inviare cartoline per gli auguri di Natale.
I giapponesi inviano queste cartoline in modo che arrivino ai rispettivi destinatari il 1º gennaio. L'ufficio postale garantisce di consegnare le cartoline d'auguri il 1º gennaio se queste vengono inviate entro un limite di tempo stabilito, di solito da metà dicembre fino alla fine del mese e se queste vengono contrassegnate con la parola nengajō. Per far sì che la consegna avvenga in tempo, l'ufficio postale assume solitamente degli studenti part-time per contribuire a consegnare i biglietti.
È consuetudine ed educazione non inviare queste cartoline a chi ha avuto un lutto in famiglia durante l'anno. In questo caso, un membro della famiglia invia una cartolina semplice chiamata mochū hagaki (丧 中叶 书? cartolina da lutto) per informare amici e parenti di non inviare biglietti d'auguri per il nuovo anno, in segno di rispetto per i defunti.
Le nengajō più comuni sono prestampate e riportano il disegno del segno dello zodiaco cinese corrispondente al nuovo anno. Lo zodiaco cinese ha un ciclo di dodici anni, in cui si alternano ordinatamente i seguenti animali: topo, bue, tigre, coniglio, drago, serpente, cavallo, pecora, scimmia, gallo, cane e cinghiale. Personaggi famosi di forma animale come Snoopy (nel 2006) o Topolino e Minnie (nel 2008) sono stati i protagonisti degli anni corrispondenti nello zodiaco.
L'indirizzo è generalmente scritto a mano, ed è una buona occasione per mostrare le proprie abilità nell'arte di scrittura (la cosiddetta shodō). Le cartoline sono provviste di solito di appositi spazi per scrivere messaggi personalizzati o disegni particolari. Stampi e timbri raffiguranti l'animale annuale sono in vendita presso i grandi magazzini, con la possibilità di comperare i tipici pennelli a inchiostro cinesi per personalizzare gli auguri. Uno speciale software permette anche di creare i propri disegni e visualizzarli sul proprio computer prima di stamparli sulla cartolina. Per le persone popolari, che hanno bisogno di spedire numerosi biglietti d'auguri, è possibile utilizzare speciali biglietti già provvisti di brevi auguri in modo che essi debbano solamente apporre il proprio indirizzo. Nonostante la popolarità crescente delle e-mail, la nengajo rimane uno degli strumenti più popolari per augurare buon anno in Giappone.

### Otoshidama
Otoshidama (お年玉?) è la tradizione giapponese che consiste nel regalare denaro ai bambini nel periodo di Capodanno. Le banconote vengono piegate in tre sezioni, inserite in piccole buste decorate chiamate pochibukuro, simili al Shūgi-bukuro. e consegnate ai figli di amici e parenti. I bambini di solito ricevono le buste fino a quando non finiscono la scuola superiore, anche se non è raro che pure gli universitari ne usufruiscano.
La quantità di denaro da inserire all'interno della busta dipende da diversi fattori, come l'età del bambino, il numero di otoshidama da realizzare e, naturalmente, la disponibilità economica. All'interno delle buste vengono inserite solamente banconote, partendo da un importo minimo di 1000 yen, il taglio più piccolo presente in Giappone. Tradizionalmente, i bambini più grandi dovrebbero ottenere più soldi rispetto a quelli più piccoli, ma oggigiorno si tende a consegnare la stessa quantità di denaro in modo da evitare gelosie, soprattutto tra fratelli. Un bambino delle scuole elementari può aspettarsi di ricevere dai 1000 ai 5000 yen, mentre un ragazzino della scuole medie anche fino a 10000 yen.
Secondo uno studio del 1999 da parte dei bambini del Kumon Research Institute, l'importo medio complessivo dello otoshidama per i bambini in Giappone è stato di 40000 yen. Uno studio più recente afferma che l'importo medio nel 2007 è stato di 20467 yen, contro i 19871 dell'anno precedente.

## Cibi tradizionali
Toshikoshi-soba (年越しそば?) è un piatto che si gusta in Giappone l'ultima sera dell'anno. Tale pietanza è infatti associata al nuovo anno in quanto nei suoi kanji vi sono quelli di “anno” (年?, toshi) e di “venire” (越し?, koshi) simboleggiando così il passaggio all'anno successivo. È tradizione mangiare questo tipo di soba fin dal periodo Edo. La lunghezza dello spaghetto simboleggia l'augurio di una vita lunga lunga e, dato che un tempo nelle officine degli artigiani dell'oro e dell'argento si usava la pasta di soba per raccogliere i preziosi frammenti dei materiali volati via, si dice anche che la toshikoshi-soba porti ricchezza e fortuna nel nuovo anno.

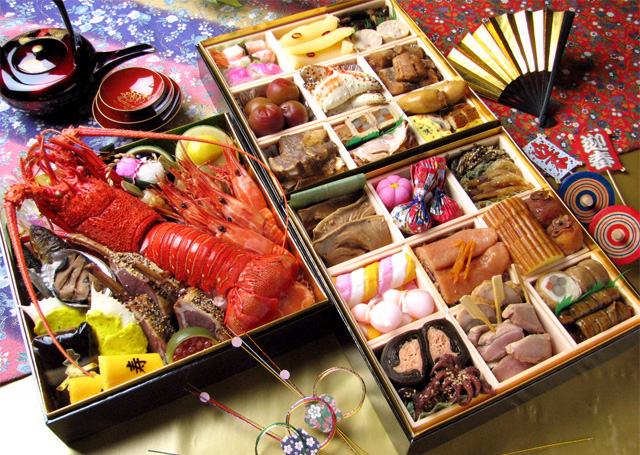
Un esempio di Osechi-ryōri.

La mattina del giorno di Capodanno in Giappone è tradizione sorseggiare del fukucha, tè verde con una prugna agrodolce chiamata umeboshi. Uno dei piatti tradizionali, invece, è lo Osechi-ryōri (御節料理, お節料理?), una speciale selezione di cibi tipici giapponesi serviti su un particolare contenitore laccato (simile al contenitore per i bentō) chiamato jūbako (重箱?). Lo osechi è composto da porzioni di alga kombu (昆布?), kamaboko (蒲鉾?), purè di patate dolci con castagne (栗きんとん?, kurikinton), bollito di radice di bardana (金平牛蒡?, kinpira gobō) e salsa di soia (黒豆?,  kuromame). Molti di questi cibi sono essiccati in modo che non abbiano bisogno di essere conservati tramite refrigerazione, per il semplice motivo che questa tradizione culinaria risale a prima dell'invenzione dei frigoriferi, con l'impossibilità di comperare pasti durante il periodo festivo per via della chiusura dei negozi. Esistono molte varietà di osechi, e alcuni alimenti consumati in alcuni luoghi non vengono mangiati in altri (o sono considerati portatori di sfortuna o vietati). Ogni pietanza che compone lo osechi ha un significato simbolico di prosperità e lunga vita: l’orata (鯛?, tai) è benaugurante, poiché ricorda l'aggettivo medetai (目出度い? lieto, felice); le uova di aringa (数の子?, kazunoko) sono simbolo di fertilità e procreazione in quanto l'ideogramma kazu (数) significa numero e l'ideogramma ko (子) significa bambino; le alghe nere (昆布巻き?, kobumachi), sono simbolo di gioia perché richiamano il verbo yorokobu (喜ぶ? gioire, rallegrarsi).
Tra i cibi tradizionali ci sono anche i kuromame (黒豆? fagioli di soia neri), tradizionalmente simbolo di salute e forza fisica, i gamberi ed il daikon (大根? rafano bianco), entrambi emblema di lunga vita per le loro sembianze: la gobba del gambero fa pensare a quella delle persone anziane e il ciuffo bianco della radice richiama la barba di un vecchio saggio.

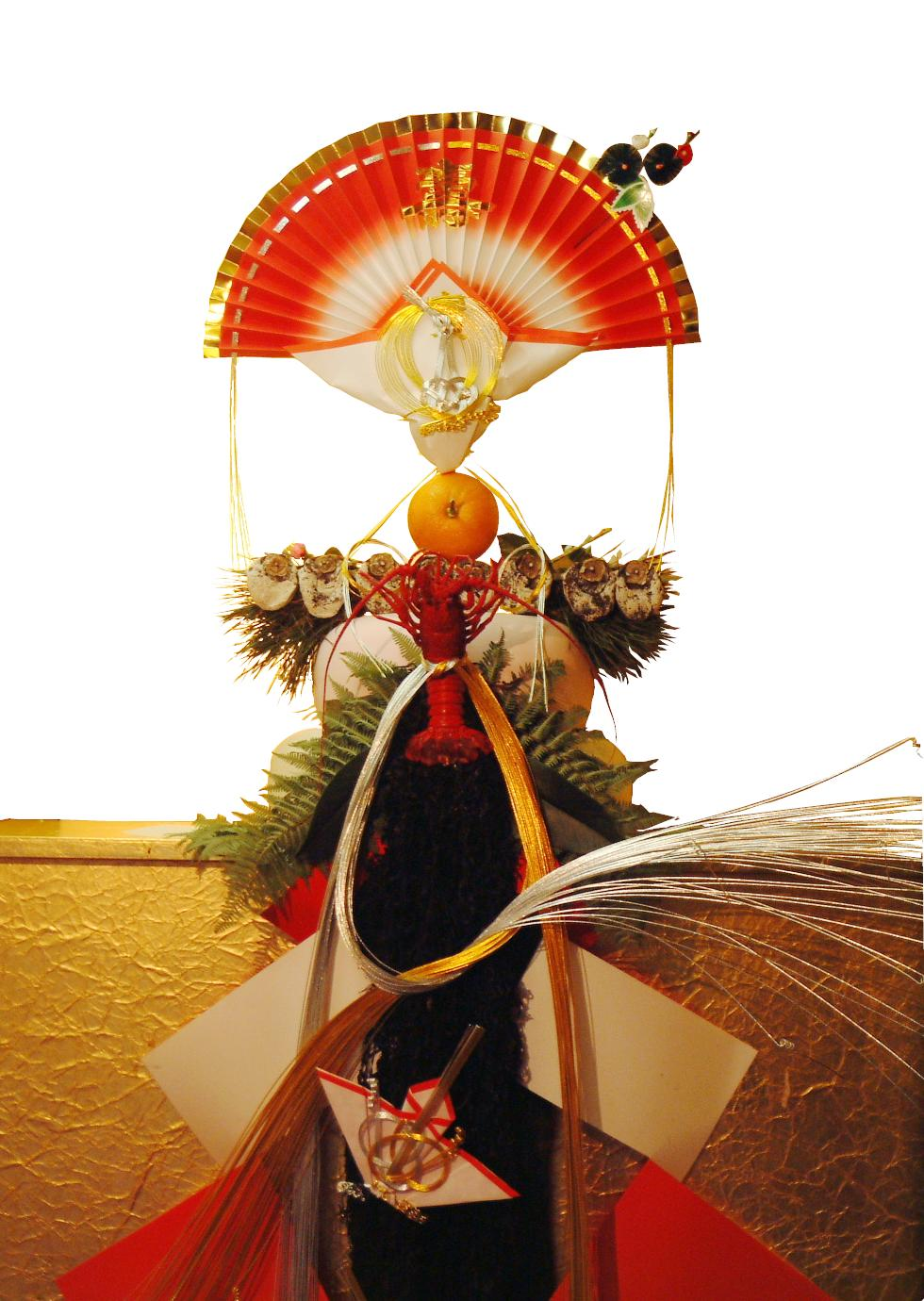
Kagami-mochi, nella sua forma decorativa e tradizionale per il Capodanno.

Un altro pasto popolare è lo ozōni (お雑煮?), una zuppa di riso mochi e altri ingredienti che variano a seconda della regione nella quale viene preparato. Al giorno d'oggi vengono consumati soprattutto sashimi e sushi insieme ad altri cibi non tipicamente giapponesi. Per far riposare lo stomaco, una zuppa di riso condita da sette erbe diverse (七草粥?, nanakusa-gayu) viene preparata il settimo giorno di gennaio, giorno conosciuto come jinjitsu (人日?).

### Mochi
Il mochi (餅?) è un cibo tipico dell'inverno e tradizionale del periodo di Capodanno. Si prepara con riso glutinoso (餅米?, mochigome) cotto a vapore, pestato a lungo in un grosso mortaio di legno, finché diviene una pasta molle ma compatta, che va poi modellata in piccole focacce. Il vocabolo mochi può essere tradotto con i verbi “avere, possedere”, ed equivale quindi a un augurio di ricchezza. Il modo più semplice e appetitoso per gustarlo è quello di abbrustolire il boccone di mochi, intingerlo in salsa di soia e avvolgerlo in un pezzetto di alga nori. Due mochi di misura diversa fanno parte obbligatoria delle decorazioni di Capodanno e vengono posti il piccolo sopra al più grande (鏡餅?, kagami mochi), insieme con arance amare e altre pietanze, come offerta sull'altare shintoista presente nella casa, oppure in un luogo importante della dimora, o all'ingresso, dove di solito si pongono le decorazioni per il Capodanno.
A causa dello loro consistenza viscosa, non è raro che i mochi siano responsabili di alcune morti per soffocamento nei giorni vicini al periodo di Capodanno, soprattutto tra le persone anziane.

## Giochi

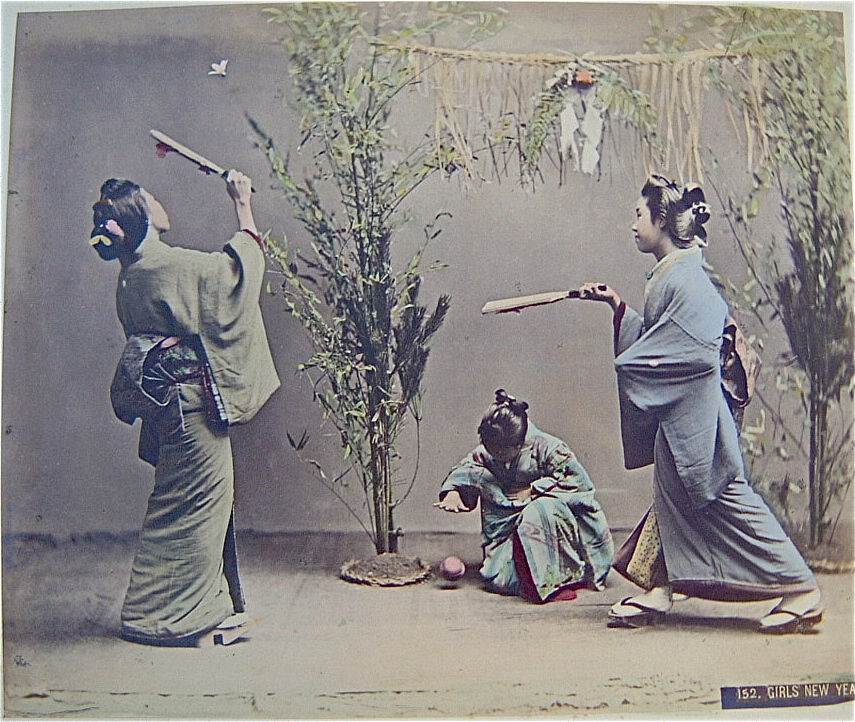
Due ragazze giapponesi giocano a hanetsuki.

Durante i festeggiamenti per il nuovo anno è tradizione in Giappone partecipare a numerosi giochi di società. Uno di questi è lo hanetsuki (羽根突き, 羽子突き?), un gioco tradizionale giapponese simile al badminton ma senza rete, giocato con una racchetta di legno chiamata hagoita (羽子板?), e un volano chiamato hane. Nonostante la popolarità del gioco sia diminuito negli ultimi tempi, gli hagoita decorati sono ancora un elemento importante della cultura popolare giapponese.
Takoage (aquilone) è un'altra attività comune in tutto il Giappone durante il Capodanno in cui i bambini fanno volare degli aquiloni. Questi ultimi variano notevolmente sia nella forma sia nella decorazione a seconda della località. Come in passato, la tradizione di far volare gli aquiloni è tuttora molto diffusa in Giappone.
Altri giochi popolari sono la koma (trottola), gioco diffuso in Giappone sin dal X secolo, sugoroku (双六?), gioco a dadi del tutto simile all'occidentale backgammon o (in una versione più moderna) al gioco dell'oca, fukuwarai (福笑い?), che consiste nel ricomporre bendati il disegno stilizzato di un viso con dei ritagli a forma di occhi, bocca e naso e karuta (かるた?), famoso gioco di carte giapponese.

## Decorazioni

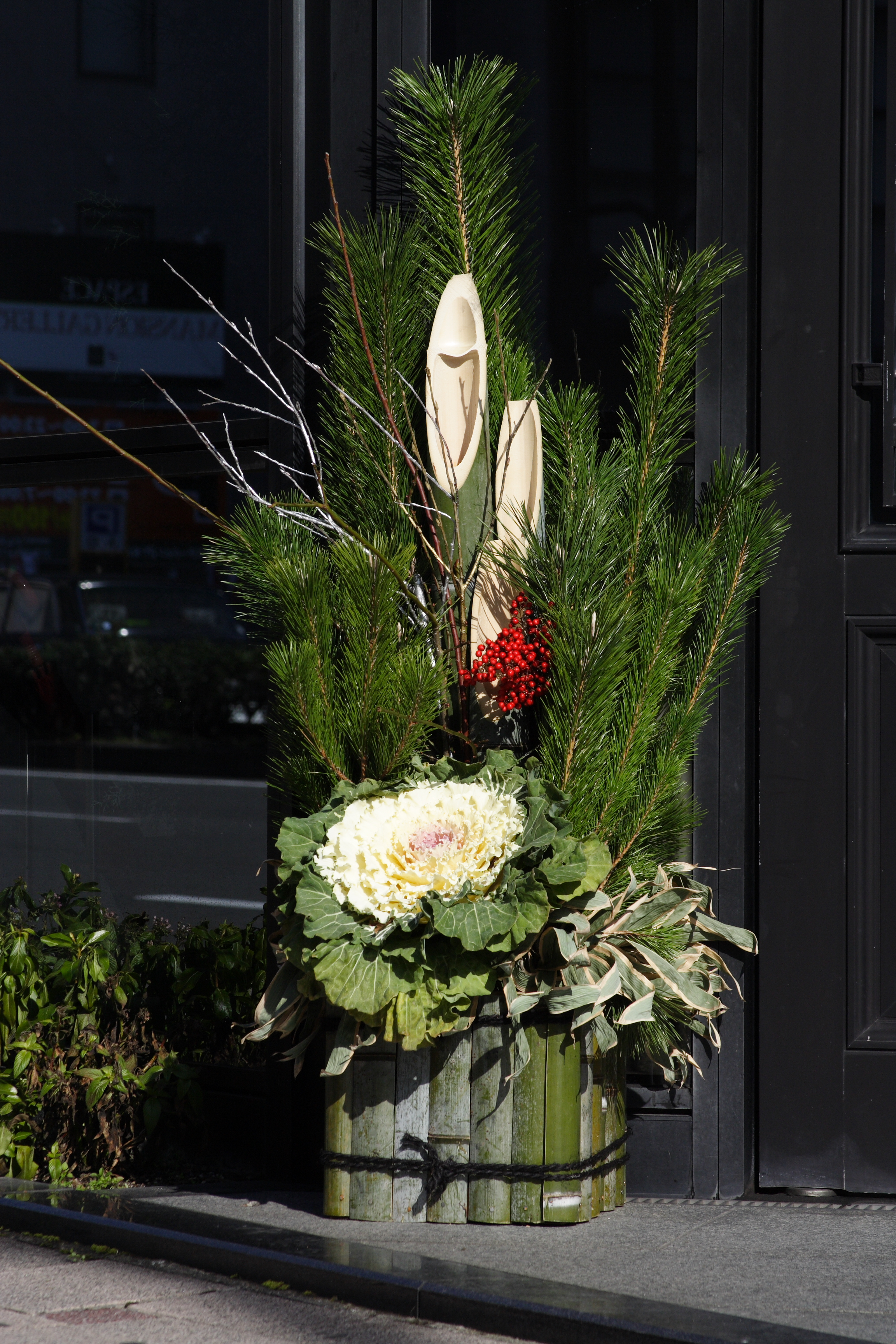
Kadomatsu a Kyoto.

### Kadomatsu
Kadomatsu (門松? letteralmente “pino all'entrata”) è la tradizionale decorazione giapponese di Capodanno, generalmente posta all'entrata delle abitazioni e degli stabilimenti lavorativi tra il 28 dicembre e il 15 gennaio per dare il benvenuto agli spiriti benevoli o ai kami del raccolto. Le caratteristiche del kadomatsu variano da regione a regione, ma in genere sono fatti di pino (che rappresenta la longevità), bambù (la forza e la crescita) e rami di susino (prosperità).

### Shimekazari

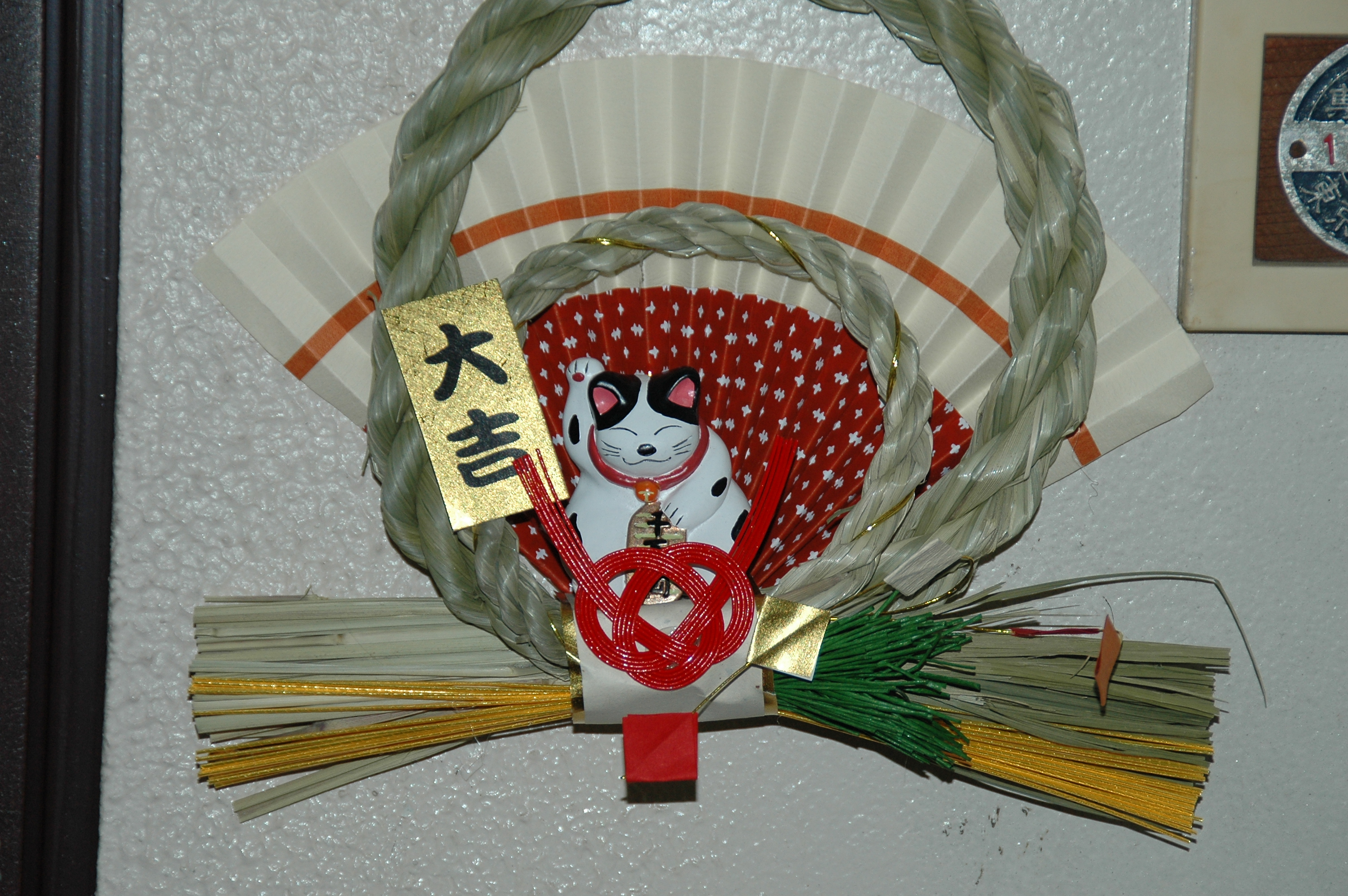
Shimekazari.

Lo shimekazari (しめ飾り?) è una decorazione che si appende sull'uscio delle abitazioni. Ha il doppio compito di allontanare gli spiriti maligni e di dare il benvenuto ai kami shintoisti. In questo modo essi possono entrare all'interno dell'abitazione e benedirla.
Lo shimekazari è composto da una corda di paglia sacra chiamata shimenawa, solitamente posta all'entrata dei santuari shintoisti, e altri materiali quali arance, felci e strisce rituali di carta bianca rituale chiamate shide.

## Altre tradizioni

### Kōhaku Uta Gassen
[Kōhaku Uta Gassen] (紅白歌合戦?) è un tradizionale festival musicale che va in onda ogni anno dal 1951 sull'emittente nipponica NHK nel periodo di Capodanno, e che vede contrapporsi, divisi in due squadre (bianca e rossa) i più famosi cantanti giapponesi, giudicati da dei giudici altrettanto popolari. L'obbiettivo principale del contest non è stabilire quale cantante sia meglio dell'altro, ma piuttosto concentrarsi sulla parata di star presente allo spettacolo esaltando l'atmosfera familiare del programma.

### Poesie
Tra le tradizioni giapponesi di Capodanno hanno un ruolo significativo alcuni tipi di poesie giapponesi, tra le quali haiku (俳句? poema di 17 sillabe) e renga (連歌? poesia collaborativa), le quali fanno riferimenti nei propri versi a numerose “prime volte” dell'anno.
(Haiku di Matsuo Bashō, 1685)

### La Nona di Beethoven
La Nona sinfonia di Beethoven viene tradizionalmente eseguita in tutto il Giappone durante il periodo di Capodanno. Nel dicembre 2009, ad esempio, ci sono state 55 esecuzioni ad opera di diverse orchestre e cori nel territorio giapponese.
La Nona fu introdotta in Giappone dai tedeschi prigionieri di guerra durante la prima guerra mondiale. Le orchestre giapponesi, in particolare la NHK Symphony Orchestra, iniziarono ad eseguire la sinfonia nel 1925. Durante la seconda guerra mondiale, il governo imperiale promosse l'esecuzione della sinfonia anche nel periodo di Capodanno, per incoraggiare la fedeltà al nazionalismo giapponese. La sinfonia, in questo periodo, subì un incremento della popolarità grazie all'alleanza della Germania nazista durante la guerra. Anche dopo la guerra, nonostante la ricostruzione del Giappone rendesse difficili i rapporti con i Paesi stranieri, la sinfonia continuò ad essere popolare grazie all'apprezzamento e alla simpatia del pubblico verso di essa. Nel 1960, l'esecuzione della sinfonia in occasione del Capodanno giapponese attraverso cori e orchestre locali è diventata una tradizione che continua ancora oggi.

### Koshōgatsu
Un importante avvenimento associato al Capodanno è il koshōgatsu (小正月? Piccolo anno nuovo), durante il quale viene tradizionalmente celebrata la prima luna piena del nuovo anno, nel 15º giorno del primo mese lunare (approssimativamente verso metà febbraio). Oggigiorno è solitamente festeggiato il 15 gennaio, dove gli eventi principali sono riti e preghiere rivolte all'avere un buon raccolto. Infine le decorazioni per il Capodanno vengono disfatte in questo periodo, mentre alcuni templi organizzano speciali eventi, come ad esempio il Tōrin-in.